# Выстрел в упор
«В упор», или «Выстрел в упор» (англ. Point Blank) — американская криминальная драма, снятая в 1967 году британским режиссёром Джоном Бурменом по мотивам детективной повести «Охотник» Дональда Уэстлэйка (опубликована под псевдонимом Ричард Старк). Инициатором экранизации выступил исполнитель главной роли, Ли Марвин. Фильм способствовал возникновению моды на неонуар и стал одним из первых произведений Нового Голливуда.

## Сюжет
Это история человека из Лос-Анджелеса по имени Уокер (Ли Марвин, в книге его персонажа зовут Паркер), сурового и безжалостного. Уокера обманул и предал его друг Мел Рис (первая крупная роль Джона Вернона). Они вместе совершили ограбление инкассаторов, а затем Рис выстрелил в Уокера несколько раз, оставил его умирать в Алькатрасе и сбежал вместе с его деньгами и его женой.
Но Уокер выжил и отправился на поиски Риса. У своей бывшей жены он его не нашёл: по словам Линн, Рис ушёл от неё несколько месяцев назад, и с тех пор она не спит ночами. Уокер остаётся у неё, а утром находит Линн мёртвой — она приняла слишком большую дозу снотворного.
Затем Уокер узнаёт, что Рис теперь работает на «организацию» — крупный мафиозный синдикат. Уокер находит Риса, однако у того нет денег, их встреча заканчивается фатальным падением Мела с балкона пентхауса.
Теперь Уокер считает, что 93 тысячи долларов ему должны покровители Риса, и он находит их одного за другим, заручившись поддержкой некоего Йоста, у которого, похоже, свои счёты с мафией, а также втянув в свои дела Крис (Энджи Дикинсон), сестру умершей Линн. Но вот синдикат почти обезглавлен, в живых остался только один из его руководителей…

## В ролях
- Ли Марвин — Уокер
- Энджи Дикинсон — Крис
- Джон Вернон — Мел Рис
- Кинан Уинн — Йост
- Кэрролл О’Коннор — Брюстер
- Ллойд Бокнер[англ.] — Фредерик Картер
- Майкл Стронг[англ.] — Стигман
- Шерон Эккер[англ.] — Линн
- Джеймс Сиккинг — киллер
- Кэтлин Фримен — женщина, беседующая с миссис Картер

## Стиль
Визуальный ряд фильма сочетает в себе стилистику классического американского нуара и элементы европейской «новой волны»: залитые солнцем панорамы и интерьеры, психологические приёмы, неожиданные сцены насилия, сложные ассоциативные ряды воспоминаний героев, резкая смена динамичности действия, необычные звуковые эффекты. Сближая жизнь и смерть, Бурмен показывает шизофреничность американских поздних 60-х, где пальба и скрежет разбивающихся автомобилей смешивается с громкой телерекламой и шумом миксеров и соковыжималок, где мафиозные боссы вынуждены вести себя как обычные менеджеры и почти неспособны к самозащите. Контрастный видеоряд картины, переходящий от тёмных эпизодов до ослепительно ярких и насыщенных кричащим цветом, способствует стиранию мелких деталей и концентрации внимания на главных, узловых элементах кадра; даже ночные сцены подсвечены, часто очень точечно и интенсивно. Первые десять минут фильма демонстрируют богатую палитру кинематографических приёмов, в частности ряд сцен, которые затем будут повторяться, в той или иной редакции, в течение всей продолжительности картины.
В начале фильма режиссёр оставляет своего героя умирающим от ран в Алькатрасе, таким образом вопрос его выживания остаётся открытым, герой предоставлен самому себе, и мы так и не узнаем, как Уокеру удалось остаться в живых и выбраться с острова. В свою очередь, Уокер добираясь поочерёдно до своих врагов, никогда не убивает их сам, а также предоставляет их самим себе, и те гибнут, не выдержав этого противостояния. Уокер со своим допотопным кодексом чести как минимум анахроничен, но в то же время он предстаёт в виде сверхъестественной, вселяющей ужас и безумие силы, заставляющей врагов убивать себя или друг друга. В фильме есть и другие детали, подчёркивающие необычность этой фигуры. Так, никто из героев фильма не знает имени Уокера, даже жена называет его по фамилии (в то же время Уокер не знает, или не помнит, фамилию Крис, а значит и своей жены). Видим ли мы на экране реального Уокера, или он умер там, в глухих коридорах Алькатраса, а перед нами «дух мщения», обретший плоть благодаря авторам фильма? А может быть, Уокер постепенно умирает все полтора часа фильма, и всё происходящее на экране — последние образы угасающего сознания, мечтающего об отмщении? Этот вопрос остаётся зрителю.

## Критика
Фильм Point Blank сразу после выхода на экраны был подвергнут критике некоторыми американскими экспертами за высокий уровень насилия, в то время использование шокирующих сцен считалось примитивным приёмом «эксплуатационного» кино, для достижения дешёвой популярности у зрителей. Как и в других картинах этого периода, в фильме не используется слово «мафия» (заменено на политкорректное «организация», не вызывающее антиитальянских ассоциаций). В рецензии на фильм «Бонни и Клайд» авторитетнейшая Полин Кейл упоминает и Point Blank: «Новая брутальная мелодрама „Выстрел в упор“ соответствует своему названию». Роджер Эберт нашёл фильм весьма интересным, и написал, что «саспенс в Point Blank очень неплох».
Со временем фильм был признан классикой неонуара, повлиявшей на режиссёрский почерк мастеров Нового Голливуда (Мартин Скорсезе, Брайан де Пальма) и следующего за ними поколения (Квентин Тарантино). Дэвид Томсон в выдержавшем много изданий справочнике по истории кино назвал «Выстрел в упор» одним из стилеобразующих шедевров 1960-х. Придуманное Бурменом сочетание нуар-элементов с безнравственным крикливым пейзажем Лос-Анджелеса выглядит свежо и актуально и сегодня, натурные съёмки представляют собой документ закостеневшего урбанистического города конца 1960-х.
Издание на DVD подарило фильму новую жизнь. Джонатан Розенбаум увидел истоки стилистики Бурмена в поп-арте и экспериментах со временем и монтажной техникой, которые практиковал в 1960-е Ален Рене. В обзоре Ника Шейгера (Slant Magazine, 2003) говорится: «Point Blank — фильм выдающийся не потому, что в нём соединены различные жанры, а благодаря виртуозному использованию стилистики авангарда, переосмыслению классического нуар-наследия, его развития до неподвижности экзистенциализма, до романтического фатализма».

## Влияние
«Выстрел в упор» послужил одним из источников вдохновения для «пустотелого триллера» Джима Джармуша «Пределы контроля» (2009) и для неонуара «Драйв» (2011) режиссёра Николаса Виндинга Рефна. Это один из любимых фильмов Стивена Содерберга. В 1999 году по повести «Охотник» был поставлен ещё один фильм, «Расплата» с Мелом Гибсоном в главной роли.

## Заметки
1. ↑  в титрах не указан